# Коттон, Том
Томас Брайант (Том) Коттон (англ. Thomas Bryant "Tom" Cotton; 13 мая 1977, Дарданелл, Арканзас) — американский политик-республиканец. С 2015 года он представляет штат Арканзас в Сенате США, с 2013 по 2015 год был членом Палаты представителей США.

## Биография
До 1998 года он учился в Гарвардском университете, с 1998 по 1999 год — в Клермонтском выпускном университете в Калифорнии. В 2002 году он получил степень доктора права Школе права Гарварда.
С 2002 по 2003 год он был клерком в Апелляционном суде пятого округа США. С 2004 по 2009 год он служил в Армии США, был в Ираке и Афганистане, награждён Бронзовой звездой. Помимо работы в качестве адвоката, он также был бизнес-консультантом и фермером.
6 августа 2013 года Коттон официально объявил, что бросит вызов демократу Марку Прайору за место в Сенате США. В итоге Коттон одержал победу, набрав 56,5 % голосов против 39,4 %, и был приведён к присяге 6 января 2015 года.
С 2014 года состоит в браке с адвокатом Анной Пекхэм, у супругов двое детей.